# ОШ „Стеван Сремац” Борча
Основна школа Стеван Сремац је једна од основних школа у Борчи. Налази се на адреси Трг Oслобођења бр. 3. Школа у Борчи постоји преко 200 година, што је дуговечност којом се може похвалити мало која образовна установа, не само у Београду већ и у Србији.

## Историјат школе
У Борчи је 1799. подигнута православна црква. Годину дана касније, 1800. године, при цркви почела је да ради школа која је тада имала само 9 ученика. Први учитељ у Борчи био је Никола Поповић, у периоду 1814-1817. Учитељи су били свештеници, несвршени богослови, млади људи којима је ово био први посао и често су се смењивали. Ни родитељи нису радо слали децу у школу јер су им била потребна код куће, да помажу око чувања стоке и пољопривредних радова. Тек 1820. године школа постаје обавезна за децу од 6 до 12 година, али одвојено за девојчице и дечаке. Наставу је 1905. године похађало 64 дечака и 47 девојчица на мађарском језику. Школа је била четворогодишња.

### Историјат до 1954. године
Борчанска општина сазидала је нову зграду школе 1871. године и ту је радила граничарска народна школа која је била обавезна и трајала је 6 година(по две године ишло се у први и четврти разред). Настава се одвијала на српском, али од 1903. до 1918. године и на мађарском који је био обавезни, званични језик за сву децу, без обзира на националност и вероисповест.
Од 1922. године радила је четворогодишња школа на српском језику, а број ученика се стално повећавао. Услови за рад су били лоши, Дунав се често изливао и плавио насеље и школу.

### Историјат од 1955.године
Народни одбор града Београда, 22.августа 1955. године доноси одлуку да школа постане осмогодишња и носи име Стеван Сремац.

## Запослени и ученици
Почетком 1956.године школа је имала двадесет запослених и једанаест одељења у настави.
Проблеми са недостатком простора појављују се већ 1961. године и трају до данас, упркос проширивањима, доградњама и отварањима нових школа. Тада се први, али не и последњи пут, радило у три смене.
Школске 1970/71. отворен је објекат у насељу Борча Греда, као одвојено одељење матичне школе, а већ 1975. године, због сталног повећања броја ученика, објекат се проширује и постаје ОШ ”Вељко Влаховић” (од прошле деценије ОШ ”Раде Драинац”).

### Директори
- Славољуб Митровић ,1957-1960.
- Вуко Ђапић,1960-1962.

### Наставно особље
Школске 1967/68. године у школи ради 42 наставника.

## Занимљивости
Школска библиотека је 1955. године у свом фонду имала 56 књига за наставнике и 764 књиге намењене ученицима.

## Референца
1. ↑  Маринковић, Велимир (1975). Борча: насеље и школа. Београд: Основна школа "Стеван Сремац" Борча.
2. 1 2 3  „Основна школа Стеван  Сремац Борча”.
3. ↑  Аћимовић, Драгица. 200 година школе у Борчи: 1800-2000. Београд, 2000: Основна школа "Стеван Сремац".
4. ↑  „Историјат школе”. ОШ Стеван Сремац Борча. Приступљено 27. 2. 2019.